# Římskokatolická farnost – děkanství Ledeč nad Sázavou
Římskokatolická farnost Ledeč nad Sázavou je územní společenství římských katolíků s farním kostelem sv: Petra a Pavla. Organizačně spadá do Humpoleckého vikariátu, který je jedním ze čtrnácti vikariátů Královéhradecké diecéze.

## Duchovní správa
V současnosti farnost spravuje:
- P.ThDr. Jan Bárta, děkan[2]

- ve farnosti působí Mgr. Jana Sklenářová, pastorační asistentka

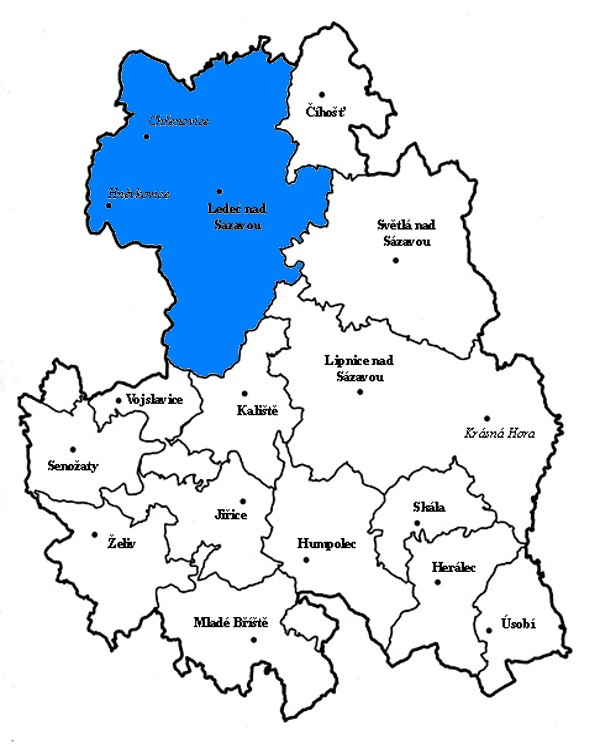
Farnost Ledeč nad Sázavou na mapě humpoleckého vikariátu

## Seznam kostelů (bohoslužby)
Ve farnosti se nacházejí následující kostely a bohoslužby jsou slouženy v časech:
| Kostel; Kaple                  | Místo             | Den | Hodina          | Poznámka                                            |
| ------------------------------ | ----------------- | --- | --------------- | --------------------------------------------------- |
| Farní kostel sv. Petra a Pavla | Ledeč nad Sázavou |     | Ohlášky         | aktuální pořad bohoslužeb na týden                  |
| Farní kostel sv. Petra a Pavla | Ledeč nad Sázavou | St  | 8.00            |                                                     |
| Farní kostel sv. Petra a Pavla | Ledeč nad Sázavou | Pá  | 8.00            | první pátek v měsíci v 17:00*                       |
| Farní kostel sv. Petra a Pavla | Ledeč nad Sázavou | Ne  | 9.00 17.00*     | *letní čas - večerní mše sv. v 18:00                |
| Kostel Nejsvětější Trojice     | Ledeč nad Sázavou |     | při pohřbech    | hřbitovní kostel                                    |
| Pečovatelský dům               | Ledeč nad Sázavou | Čt  | 9.30            | 1x za čtrnáct dní                                   |
| Kostel sv. Bartoloměje         | Hněvkovice        | Ne  | 11.15           | pouť 24.8. výročí posvěcení 3. neděle v říjnu       |
| Kostel sv. Václava             | Chřenovice        | Ne  | 7.30            | pouť 29.9. výročí posvěcení poslední neděle v říjnu |
| Kostel Proměnění Páně          | Kožlí             | Čt  | 19.00 letní čas | pouť 6.8. výročí posvěcení 4. neděle v říjnu        |
| Kostel sv. Vojtěcha            | Bojiště           |     |                 | pouť 23.4. výročí posvěcení 4. neděle v říjnu       |
| Kostel sv. Jana Křtitele       | Sačany            |     |                 | pouť 24.6. výročí posvěcení 1. neděle v listopadu   |
| Kostel sv. Víta                | Zahrádka          |     |                 | kostel otevřen jen při zvláštních příležitostech    |
| Kaple Navštívení Panny Marie   | Dobrovítova Lhota |     |                 | bohoslužby na vyžádání                              |
| Kaple sv. Víta                 | Horní Paseka      |     |                 | bohoslužby na vyžádání                              |
| kaple sv. Václava              | Kozlov            |     |                 | bohoslužby na vyžádání                              |
| Kaple sv. Jana Nepomuckého     | Vilémovice        |     |                 | bohoslužby na vyžádání                              |

## Aktivity farnosti
- výuka náboženství pro děti na prvním i druhém stupni ZŠ a studenty Gymnázia a Střední odborné školy v Ledči nad Sázavou
- živý betlém (Putování za betlémskou hvězdou)
- vánoční a velikonoční koncert
- průvod s Eucharistií při slavnosti Těla a Krve Páně
- farní tábor (pro děti od sedmi do čtrnácti let)
- mini-tábor (pro nejmenší děti)
- svatováclavské setkání farnosti
- modlitby rodičů a prarodičů za děti
- společenství pro mladší a starší děti
- společenství rodin a společenství seniorů
- katecheze dospělých (biblické hodiny)
- farní sbor a doprovodná rytmická skupina
- farní knihovna[4] s pravidelnou výpůjční dobou, která obsahuje 900 knižních svazků, CD a DVD nosiče
- připojuje se k noci kostelů a tříkrálové sbírce